# Jin Chengdi
Chengdi (成帝) est un empereur de Chine de la dynastie Jin de l'Est né en 321 et mort le 26 juillet 342. Il règne de 325 à sa mort.

## Biographie
Sima Yan est le fils aîné de l'empereur Mingdi et de son épouse Yu Wenjun (en). Il succède à son père à sa mort, en 325, alors qu'il n'est âgé que de trois ou quatre ans. L'impératrice douairière assure la régence, et son frère Yu Liang (en) devient le personnage le plus puissant du pays.
La révolte de Su Jun (en), déclenchée en 327, affaiblit gravement les Jin. La capitale Jiankang tombe en 328, et le jeune empereur et sa mère sont faits prisonniers par les rebelles. L'impératrice douairière meurt la même année. La révolte n'est matée qu'après la mort de Su Jun, en 329. Yu Liang se retire du pouvoir, et la régence est alors exercée par Wang Dao. Affaiblis, les Jin perdent du terrain en Chine centrale au détriment du Zhao postérieur et du Cheng Han.
Wang Dao meurt en 339. La régence passe alors à He Chong et Yu Bing, le frère cadet de Yu Liang. L'empereur tombe gravement malade en 342 et nomme comme héritier son frère cadet Sima Yue à la suggestion de Yu Bing, qui considère qu'il a davantage de chances de rester au pouvoir si le trône ne revient pas à l'un des deux jeunes fils de Chengdi, Sima Pi et Sima Yi.